# Grand Prix de Tennis de Toulouse 1997 - Qualificazioni doppio
Le qualificazioni del doppio  del Grand Prix de Tennis de Toulouse 1997 sono state un torneo di tennis preliminare per accedere alla fase finale della manifestazione. I vincitori dell'ultimo turno sono entrati di diritto nel tabellone principale. In caso di ritiro di uno o più giocatori aventi diritto a questi sono subentrati i lucky loser, ossia i giocatori che hanno perso nell'ultimo turno ma che avevano una classifica più alta rispetto agli altri partecipanti che avevano comunque perso nel turno finale.
Le qualificazioni del doppio del torneo Grand Prix de Tennis de Toulouse 1997 prevedevano 4 coppie partecipanti di cui una è entrata nel tabellone principale.

## Teste di serie
1. Patrik Fredriksson /  Sjeng Schalken (Qualificati)

1. Clinton Ferreira /  Vince Spadea (primo turno)

## Qualificati
1. Patrik Fredriksson  /   Sjeng Schalken

## Tabellone

### Legenda
| - Q = Qualificato - WC = Wild card - LL = Lucky loser | - ALT = Alternate - SE = Special Exempt - PR = Protected Ranking | - w/o = Walkover - r = Ritirato - d = Squalificato |

|  | Primo turno | Primo turno                       | Primo turno                       | Primo turno | Primo turno |  |  | Ultimo turno | Ultimo turno                      | Ultimo turno | Ultimo turno | Ultimo turno |  |
|  |             |                                   |                                   |             |             |  |  |              |                                   |              |              |              |  |
|  | 1           | Patrik Fredriksson Sjeng Schalken | Patrik Fredriksson Sjeng Schalken | 6           | 6           |  |  |              |                                   |              |              |              |  |
|  |             | Marzio Martelli Gianluca Pozzi    | Marzio Martelli Gianluca Pozzi    | 2           | 1           |  |  | 1            | Patrik Fredriksson Sjeng Schalken | 7            | 4            | 6            |  |
|  |             | Lionel Barthez Claude N'goran     | Lionel Barthez Claude N'goran     | 6           | 6           |  |  |              | Lionel Barthez Claude N'goran     | 6            | 6            | 1            |  |
|  | 2           | Clinton Ferreira Vince Spadea     | Clinton Ferreira Vince Spadea     | 3           | 4           |  |  |              |                                   |              |              |              |  |